# Steinburg
Steinburg è un comune di 2.508 abitanti dello Schleswig-Holstein, in Germania.

Appartiene al circondario (Kreis) dello Stormarn (targa OD) ed è parte della comunità amministrativa (Amt) di Bad Oldesloe-Land.

## Storia
Il comune di Steinburg venne formato nel 1978 dall'unione dei 3 comuni di Eichede, Mollhagen e Sprenge, che ne divennero frazioni.

## Geografia antropica

### Suddivisioni amministrative
Il territorio comunale comprende 3 centri abitati (Ortsteil), corrispondenti ai vecchi comuni uniti nel 1978:
- Eichede
- Mollhagen
- Sprenge